# インベサイド
株式会社インベサイド（英文社名：Invside Co., Ltd.）は東京都渋谷区に本社をおく、インターネット通信販売事業を主軸としたビジネス展開を行っている企業である。

## 企業概要
2006年6月に設立。通信販売事業を中心に行い、インターネットを活用したビジネスを展開。 研究開発及び製品の販売、セミナー運営、DVD/健康食品等の通信販売、メールマガジン配信サービスを主な事業としており、妊活中の女性を対象にした無料のメールマガジン配信サービス「HAPPY!子宝便り」を運営している。